# Poslije sprovoda
Poslije sprovoda (izdan 1953.) kriminalistički je roman Agathe Christie s Herculeom Poirotom.

## Radnja
Kada je Cora divljački ubijena sjekirom, njena neobična primjedba koju je dala poslije pokopa svog brata Richarda tijekom čitanja oporuke dobiva jezivo značenje. Ona je tada rekla: "Ušutkan je veoma fino, zar nije... On je ubijen, zar ne?" U očajanju, odvjetnik porodice poziva Hercula Poirota da razriješi ovu misteriju...

## Ekranizacija
Ekraniziran je u desetoj sezoni (2006.) TV serije Poirot s Davidom Suchetom u glavnoj ulozi.

## Poveznice
- Poslije sprovoda  Arhivirana inačica izvorne stranice od 14. srpnja 2014. (Wayback Machine) na Agatha-Christie.net, najvećoj domaćoj stranici obožavatelja Agathe Christie